# 戴維斯克羅斯羅茲 (喬治亞州)
戴維斯克羅斯羅茲（英語：Davis Crossroads）是位於美國喬治亞州沃克縣的一個非建制地區。該地的面積和人口皆未知。

## 地理
戴維斯克羅斯羅茲的座標為34°45′19″N 85°22′05″W / 34.75528°N 85.36806°W，而該地的平均海拔高度為251米（即823英尺）。